# Cornelis de Wael

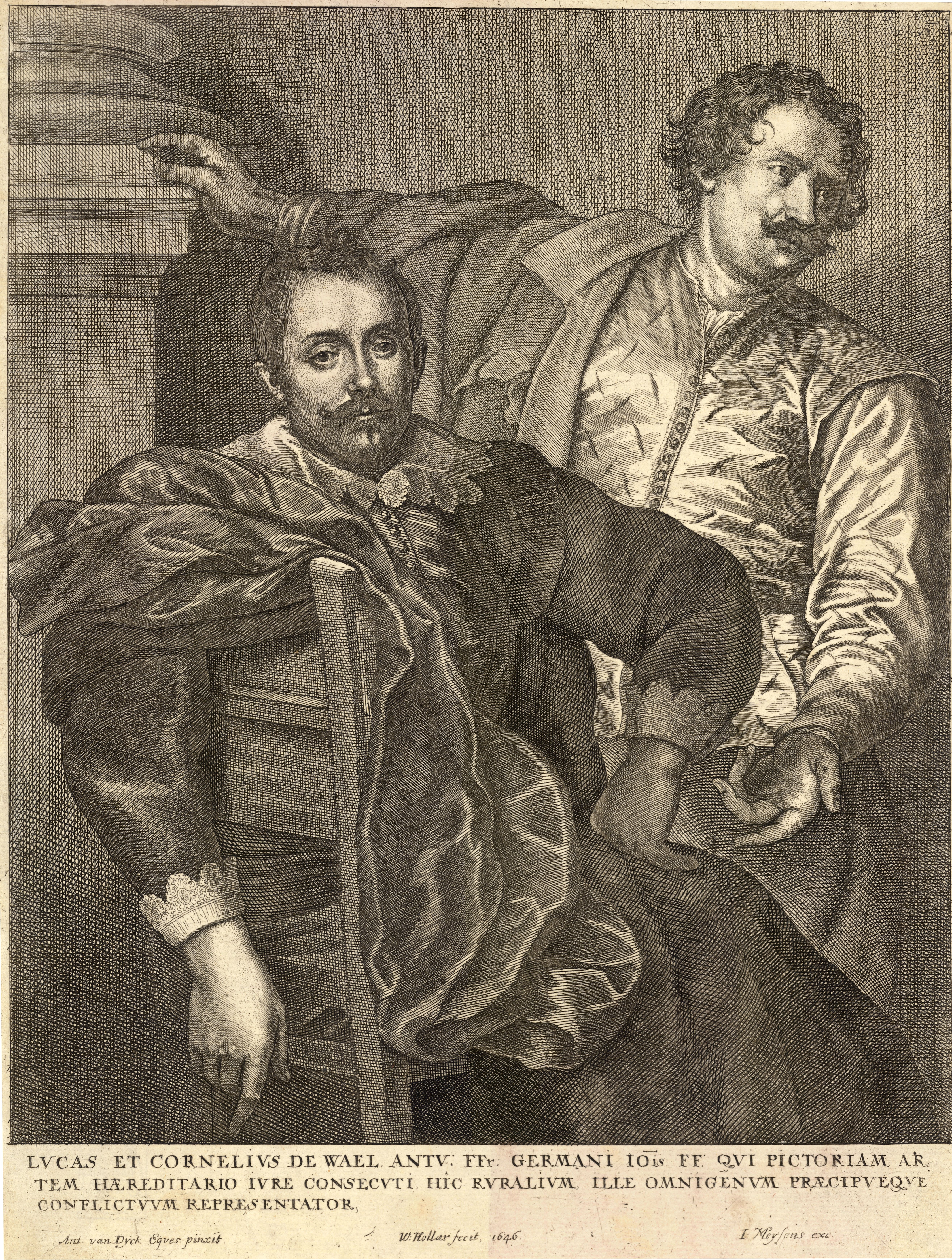
Ritratto dei fratelli Lucas e Cornelius de Wael di Wenceslas Hollar ripreso da un dipinto di Antoon van Dyck.

Cornelis de Wael (Anversa, 1592 – Roma, 1667) è stato un pittore fiammingo.

## Biografia

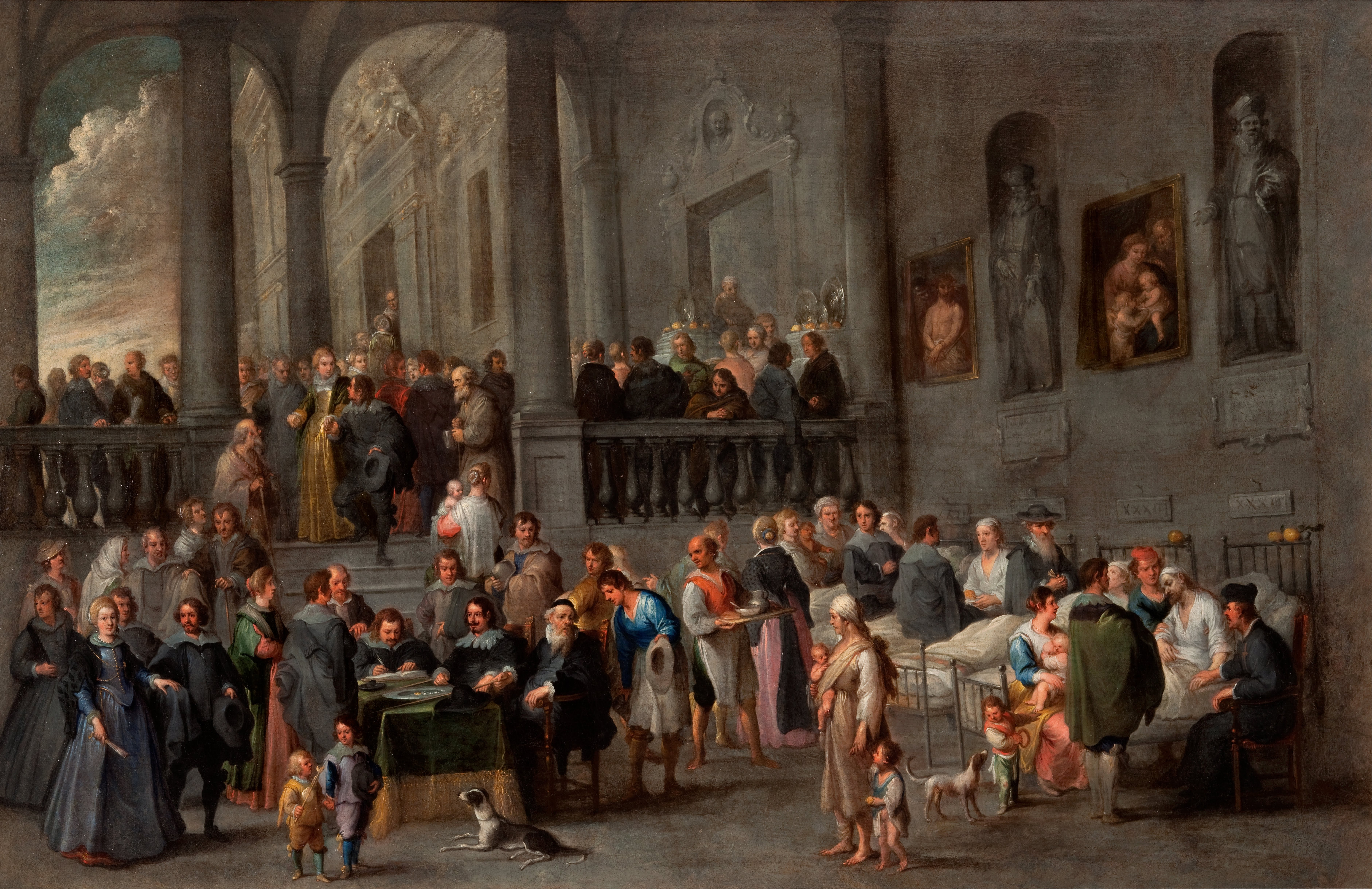
Visitare gli infermi, dipinto raffigurante l'atrio dell'ospedale di Pammatone di Genova durante la "festa del Perdono"

Figlio e allievo di Jan de Wael, si trasferì assieme al fratello Lucas, apprezzato pittore di marine, dalla città natale a Genova nel 1619, soggiornandovi, tranne che per brevi periodi, la maggior parte della vita. I fratelli De Wael, a Genova, diedero vita ad una "colonia" di pittori fiamminghi, ricreando attorno alla loro casa-bottega, il modello tipico dell'ambiente di origine, adattandolo, però, alla nuova situazione. Tutto il lavoro e il movimento artistico che "girava" attorno alla loro abitazione offriva indubbi vantaggi per i più o meno conosciuti pittori fiamminghi che soggiornavano nella città ligure.
Accoglienza, domicilio, disponibilità di materiali e strumenti, facilitazioni di inserimento, raccomandazioni presso i committenti, regolamentazione della concorrenza; era tutto ciò che si poteva trovare rivolgendosi ai due fratelli.
Fu, inoltre, amico di Anton van Dyck, il quale dedicò a lui e a suo fratello un ritratto esposto nella Pinacoteca Capitolina a Roma. De Wael fu pittore raffinato e molto richiesto dalle ricche committenze dell'élite di governo della Repubblica di Genova. Le sue opere si svilupparono su due filoni: le opere di "maniera grande", poco divulgate, e le opere di "maniera piccola", le cui composizioni di medie, piccole e piccolissime dimensioni, popolate da una moltitudine di figure, lo resero celebre.

## Opere
- Visitare gli infermi, circa 1640, olio su tela, 99x152cm, Palazzo Bianco, Genova[2]
- Visitare i carcerati, circa 1640, olio su tela, 99x152cm, Palazzo Bianco, Genova[2]
- Bivacco di soldati, olio su tela, 49x73, Palazzo Bianco, Genova[2]
- Paesaggio con viale alberato (con Jan Wildens), olio su tela, 136x207, Palazzo Bianco, Genova[2]
- Combattimento tra archibugieri e cavalleria, olio su tela, 73x99cm, Palazzo Rosso, Genova[2]
- Il figliol prodigo fa la guardia ai porci, Palazzo del credito bergamasco, Bergamo
- Battaglia navale, seconda metà del XVII secolo, olio su tela, Palazzo Morando, Milano